# بريان كلاوسون
بريان كلاوسون (بالإنجليزية: Bryan Clauson) (مواليد 15 يونيو 1989 في كاليفورنيا - 7 أغسطس 2016)، هو سائق فورملا 1 أمريكي.

## سباقات شارك فيها
- سلسلة إندي كار
- إنديانابوليس 500

## وصلات خارجية
- بريان كلاوسون على موقع Racing-Reference.info (الإنجليزية)
- الموقع الرسمي